# بيفور ذا دور بيكتشرز
بيفور ذا دور بيكتشرز أو صور ما أمام الباب (بالإنجليزية: Before the Door Pictures) هي شركة إنتاج إعلامي، تأسست عام 2008 من قبل ثلاثة من خريجي جامعة الدراما جامعة كارنيغي ميلون كارنيغي ميلون.

## تاريخ الشركة
تأسست الشركة من قبل ثلاثة من خريجي كلية الدراما في جامعة كارنيغي ميلون، وهم: الممثل زاكاري كوينتو، كوري موسى، ونيل دودسون بعد أن انتهوا من العمل على فيلم الجميع فقد من إخراج جي. سي. شاندور، وبطولة روبرت ريدفورد. وبعد ذلك عملوا على فيلم طلاق في حفل زفاف وفيلم فصل الشؤم.
فازت المجموعة بجائزة الروح المستقلة لأفضل فيلم لإنتاجهم فيلم مكالمة هامشية من إخراج جي. سي. شاندور. وتشمل أيضاً أعمال أخرى مثل القصر الكريستالي مع كريستين فاشون. وقد نشرت المجموعة أيضاً عدة روايات، بما في ذلك (السيد القاتل مات) للراوي كويناز، و(وسيد) للراوي مايكل ماكميلان، وهذه الرواية يتم العمل على فيلم مبني عليها.

## فيلموغرافيا
- مكالمة هامشية (2011)
- طلاق في حفل زفاف (2013)
- فصل الشؤم (2013)
- الجميع فقد (2013)

## وصلات خارجية
- بيفور ذا دور بيكتشرز على موقع IMDb (الإنجليزية)

- الصفحة الرسمية